# رقشة الورديات
رقشة الورديات هو نوع من جنس رقشة من الفطريات. واسع الانتشار يركب بعض نباتات الفصيلة الوردية أخصها الورد والعليق والزعرور والقشب. مظهره الخارجي لطخ مستطيلة بنفسجية أو سمراء اللون تركب السوق الفتية والقضبان النامية فتسبب جفافها واغضين البشرة واللحاء التي لا تلبث أن تذوب